# Rajd Magnolii

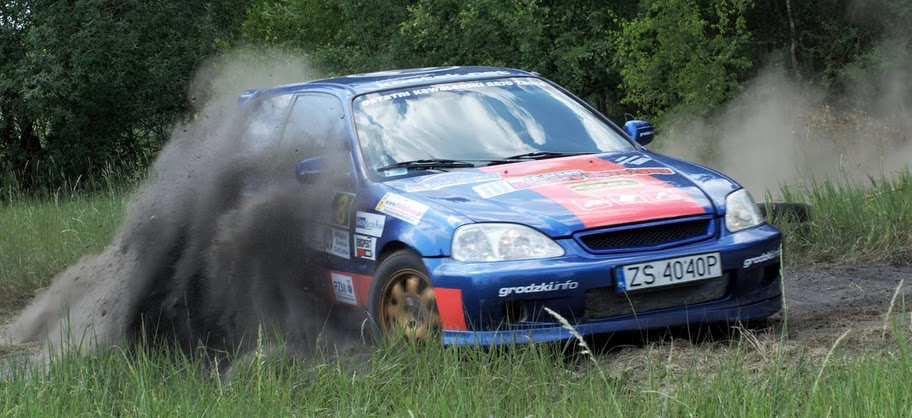
Załoga Grodzki / Koszuta podczas 32. Rajdu Magnolii w Chojnie

Rajd Magnolii – samochodowe zawody sportowe o charakterze KJS (Konkursowa Jazda Samochodem). Do 29. edycji włącznie organizowane były przez Automobilklub Szczeciński oraz Zarząd Okręgowy Polskiego Związku Motorowego w Szczecinie. 30. Rajd Magnolii poprowadził Auto Klub Szczecin.
Jest najbardziej prestiżową imprezą motoryzacyjną w województwie zachodniopomorskim. Bazą rajdu jest Szczecin. W historii rajdu rampa startu i mety znajdowała się w centrum miasta na deptaku Bogusława oraz na Wałach Chrobrego.
Jest on jedną z rund Pucharu Polski Automobilklubów i Klubów. W 2006 został uznany za najlepszą tego typu imprezę w Polsce. W 2007 roku limit zgłoszonych załóg, ustalony na 100 teamów, został przekroczony kilka tygodni przed startem, w związku z czym zwiększono go do 110 załóg.
Kwietniowy termin dwudniowej imprezy powoduje, że zawodnicy ścigają się w zmiennych warunkach atmosferycznych. Odcinki specjalne rozgrywane są na ulicach w centrum miasta, oraz na nieczynnym lotnisku w Kluczewie (dzielnicy Stargardu).
Ostatnia, 30. edycja rajdu, odbyła się 18–19 kwietnia 2009. Impreza odbywała się pierwszego dnia w Gryfinie i na nieczynnym lotnisku w Chojnie. Drugiego dnia rajd przeniósł się do Szczecina na Wały Chrobrego, w okolice Urzędu Celnego, na ul. Bronowicką oraz na pl. Armii Krajowej przy Urzędzie Miejskim.

## Zwycięzcy Rajdu Magnolii
- 24. Rajd Magnolii: 21-22.IV.2003

1. Leszek Kurek / Michał Kociuba (Opel Kadett GSi)
2. Marcin Kucharski / Dariusz Bała (VW Golf Gti)
3. Szymon Szymański / Krzysztof Mikołajczyk (VW Golf II Gti)

- 25. Rajd Magnolii: 5-6.VI.2004

1. Leszek Kurek / Michał Kociuba (Opel Kadett GSi)
2. Andrzej Czekan / Błażej Czekan (Ford Escort RS2000)
3. Maciej Laskowski / Konrad Orłowski (Ford Focus)

- 26. Rajd Magnolii: 24-25.IV.2005 (5 elim.PP AK i K)

1. Wojciech Kacprzyk / Łukasz Łoniewski (Honda Civic)
2. Marcin Kucharski / Dariusz Bała (Opel Astra GSi)
3. Leszek Kurek / Michał Kociuba (Opel Kadett GSi)

- 27. Rajd Magnolii: 8-9.IV.2006 (3 elim.PP AK i K)

1. Artur Obuchowski / Przemysław Pluciński (Subaru Impreza WRX)
2. Wojciech Kacprzyk / Przemysław Gąciarz (Honda Civic)
3. Adrian Grodzki / Klaudia Podkalicka (Honda CRX)

- 28. Rajd Magnolii: 21–22 kwietnia 2007 (4. elim. PP AiK)

1. Adrian Grodzki / Sławomir Koszuta (Honda CRX)
2. Zdzisław Żniniewicz / Bogusława Orłowska (Honda Civic)
3. Artur Obuchowski / Przemysław Pluciński (Nissan Almera)
4. Piotr Szczęśniak / Piotr Debita (Opel Astra)
5. Piotr Sopoliński / Tomasz Borko (Fiat Seicento)

Dwudniowe zawody składały się z dwóch etapów i czterech sekcji. Uczestnicy mieli do przejechania 30 prób sprawnościowych rozgrywanych na terenie byłego lotniska w Kluczewie, oraz na ulicach Szczecina. Cała trasa łącznie wyniosła ok. 230 km. Odcinki specjalne odbywały się na różnych nawierzchniach (asfalt, beton, kostka, naniesiony szuter). Ostatecznie do mety dojechało 75 załóg.
- 29. Rajd Magnolii: 12–13 kwietnia 2008

1. Adam Tomalak / Magdalena Kupiec (Citroen Saxo)
2. Artur Obuchowski / Przemysław Pluciński (Nissan Almera)
3. Michał Smejda / Tomasz Przysuszyński (Mazda GTR)
4. Adrian Grodzki / Sławomir Koszuta (Honda CRX)

- 30. Rajd Magnolii: 18–19 kwietnia 2009 (2. runda PPAiK)

1. Marcin Scheffler / Szymon Marciniak (Citroen Saxo)
2. Adrian Grodzki / Sławomir Koszuta (Honta Civic)
3. Michał Grzymkowski / Paweł Wesołek (Honda CRX)

- 31. Rajd Magnolii: 10 kwietnia 2010 (2. runda PPAiK)

1. Adrian Grodzki / Sławomir Koszuta (Honda Civic)
2. Włodzimierz Wesołek / Bartosz Wesołek (Honda CRX)
3. Adam Tomalak / Szymon Marciniak (Citroen Saxo)

- 32. Rajd Magnolii: 4–5 czerwca 2011 (4. runda PPAiK)

1. Adrian Grodzki / Sławomir Koszuta (Honda Civic)
2. Włodzimierz Wesołek / Bartosz Wesołek (Honda Civic)
3. Sebastian Dwornik / Adam Tomalak (Honda Civic)